# Jarlsberg (Käse)

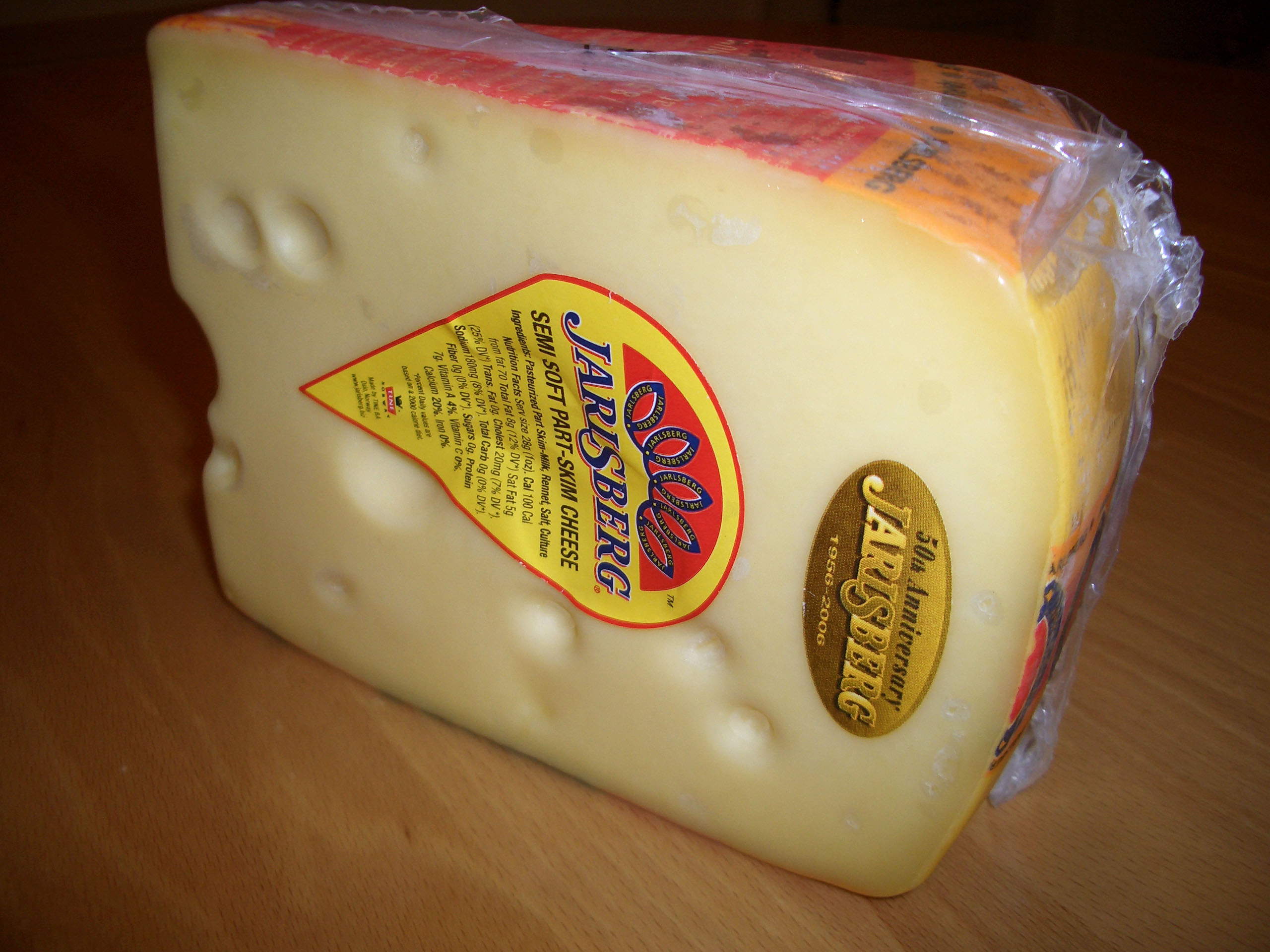
Jarlsberg

Jarlsberg ist ein traditioneller halbfester Schnittkäse des norwegischen Molkereiproduzenten Tine. Sein Geschmack ist mild bis nussig. Die Masse ist goldgelb mit haselnussgroßen Löchern. Jarlsberg kann man als Tafelkäse, Dessertkäse oder Sandwichkäse benutzen. Der Kuhmilch-Käse ist eine der meistexportierten Käsesorten aus Norwegen. Er enthält 45 % Fett in der Trockenmasse und hat eine mindestens dreimonatige Reifezeit hinter sich, bevor er in den Verkauf kommt.
Jarlsberg wird auch als Light-Käse angeboten, als „alter“ Jarlsberg mit einer Reifezeit von mehr als 12 Monaten („Jarlsberg Special Reserve“) und als geräucherte Variante.
Aufgrund des hohen Vitamin-K-Gehalts, gilt Jarlsberg als ein sehr gesunder Käse. So fanden Forscher des British Medical Journals in Proben einen signifikant höheren Wert als in anderen Käsen.

## Entstehung
Der Jarlsberg wurde entwickelt vom Bauern und Unternehmer Anders Larsen Bakke (1815–1899) auf dem Hof Østre Bakke in Våle, Vestfold. Im Amtsblatt für Jarlsberg und Larvik wurde er 1855 erstmals schriftlich erwähnt. Sein Aussehen erinnert an Emmentaler, der mit Schweizer Käsern nach Vestfold gelangte. Jarlsberg wurde in mehreren Käsereien der Gegend hergestellt, die Produktion endete jedoch bald nach Larsen Bakkes Tod. Falsch ist hingegen die Überlieferung, Jarlsberger Käse sei zuerst auf Gut Jarlsberg hergestellt worden; allerdings wurde hier ab 1815 ein Emmentaler nach Schweizer Vorbild hergestellt, so dass sich die Methode von hier aus verbreiten konnte.
Die moderne Variante des Jarlsberger Käses entstand an der Landwirtschaftshochschule in Ås. Ausgehend von Per Sakshaugs Abschlussarbeit über den Zusatz von Propionibakterien bei der Käseherstellung, entwickelte Professor Ole Martin Ystgaard 1956 den heutigen Typ. Der Student Einar Utne Ogre konnte sich bei der Namensfindung mit seinem Vorschlag durchsetzen.